# Mario Scalise
Mario Scalise (Proserpio, 12 novembre 1924 – Milano, 11 ottobre 2003) è stato uno iamatologo, traduttore, critico letterario e partigiano italiano.

## Biografia
Figlio del gen. Guglielmo Scalise (già addetto militare all'Ambasciata d'Italia a Tokyo dal 1934 al 1939 e poi docente) e di Giuseppina Gerosa, nel 1937 passa un anno in Giappone presso il padre dove ha modo di conoscere e studiare la lingua, la cultura e la storia giapponese; rientrato in Italia ottiene la maturità classica nel 1941, a soli 16 anni presso il Liceo ginnasio Giovanni Berchet di Milano. 
Il 9 novembre 1943 la Repubblica Sociale Italiana chiama alle armi i giovani delle classi 1923, 1924 e 1925, chiamata reiterata anche nei primi giorni di dicembre da parte del Distretto militare di Como con apposito manifesto, e sollecitato dal Podestà di Proserpio con una sua lettera dell'8 dicembre a presentarsi entro il 15 fu partigiano nella brigata Puecher durante la seconda guerra mondiale.
Terminato il conflitto prende la laurea in ingegneria industriale, conseguita a soli 22 anni presso il Politecnico di Milano, dedicandosi poi ad un progetto di ricerca sul Giappone scrivendo saggi relativi alle sue ricerche e dando il proprio contributo quale membro del Consiglio direttivo del Centro ricerche spettrochimiche dell'Associazione Italiana di Metallurgia che lo porta alla docenza della lingua all'IsMEO presso l’Università Statale di Milano, alla Facoltà di Lettere e Filosofia dell'Università degli Studi di Torino e a quella di Scienze politiche di Pavia. Diviene inoltre presidente dell'Istituto Italiano per l'Africa e l'Oriente (IsIAO) di Milano; Nel 1973 fonda l'AISTUGIA (Associazione Italiana per gli Studi Giapponesi) assieme a Fosco Maraini, Giuliana Stramigioli, Paolo Beonio-Brocchieri e Adolfo Tamburello, della quale è segretario generale negli anni 1994-1995; 1998-1999, presidente dal 2000 al 2003 e socio benemerito. Per i suoi meriti è stato insignito dell'altissima onorificenza giapponese dell'Ordine del Sacro Tesoro. Muore a Milano l'11 ottobre 2003.

## Opere
- Corso pratico di lingua giapponese, Milano 1966.
- (con Guglielmo Scalise) Dizionario di kanji, 2 voll., Milano 1966.
- Il Tosa Nikki. Introduzione, traduzione e note, ne “Il Giappone”, VI, 1966, pp. 119-1 62.
- Le poesie del Tosa Nikki, ne “Il Giappone”, VI, 1966, pp. 163-175.
- La lingua giapponese e la sua scrittura, Milano 1966.
- Letteratura minore in Giappone, Milano 1966.
- Romanzieri giapponesi moderni. Jun-ichirò Tanizaili e Yasunari Kawabata. Studio critico, Milano 1966.
- Il 'nò' di Funabashi, ne “Il Giappone”, VII, 1967, pp. 89-125.
- Romanzieri giapponesi moderni. Osamu Dazai. Studio critico, Milano 1967. Grammatica giapponese della lingua scritta, Milano 1967.
- Ki-no Tsurayuki e le sue opere. Note, Milano 1967.
- La semantica nella lingua giapponese, ne “L'Osservatore politico letterario”, 1967, 7, pp. 3-14.
- Takamura Monogatari. Introduzione, traduzione e note, ne “Il Giappone”, VIII, 196, pp. 129-153.
- Le difficili interpretazioni degli antichi testi giapponesi, ne “L'Osservatore politico letterario”, 1968, 12, pp. 3 10.
- Dazai Osamu e il Cristianesimo, ne “Il Giappone”, XII, 1972, pp. 5-28.
- Il comunismo in Dazai Osamu, ne “Il Giappone”, XIV, 1974, pp. 103-118.
- Kassai (Applausi) di Dazai Osamu, ne “Il Giappone”, XV, 1975, pp. 63 76.
- La polemica letteraria fra Dazai Osamu e Shiga Naoya, ne “Il Giappone”. XVI [1976], 1978, pp. 85-109.
- La produzione teatrale di Dazai Osamu. Introduzione. ne “Il Giappone”. XVII [1977]. 1980, pp. 97-98.
- Aggiornamento grammaticale e sintattico ed ampliamento del Corso pratico di lingua giapponese del 1966, Milano 1985.
- Joseito (La studentessa) di Dazai Osamu. ne “Il Giappone”. XXV [1985]. 1987. pp. 175-211.
- Joseito ed altri racconti di Dazai Osamu. La vita, la personalità e le opere dello scrittore. Pagus, Paese (Treviso) 1991.
- (con Atsuko Mizuguchi) Dizionario Italiano-Giapponese e Giapponese-Italiano, A. Vallardi, Milano 1992.
- (con Atsuko Mizuguchi) Io parlo giapponese. Manuale di conversazione con trascrizione in caratteri romani, A. Vallardi, Milano 1993.
- (con Atsuko Mizuguchi) Grammatica essenziale giapponese, A. Vallardi, Milano 1995.
- Hi to yoru no ki (Diario del giorno e della notte) della principessa Imperiale Asaka Chikako, “I giapponesi e l'arte di vivere”. Atti del XIX Convegno di Studi (AISTUGIA. Urbino 12-14 ottobre 1995). AISTUGIA, Venezia 1996, pp. 309-325.
- Lo stato degli studi giapponesi in Italia, in Cipangu monogatari: ”il Giappone raccontato dai libri“, a cura di Teresa Ciapparoni La Rocca, AISTUGIA, Roma 1996, pp. 185-196.
- (con Atsuko Mizuguchi e Carla Vasio), Haiku antichi e moderni, A. Vallardi, Milano 1996.
- La poesia giapponese classica: una raffinata espressione lirica, in Viaggi e viandanti dell'anima, Editore Massimo, Milano 1998, pp. 198 210.
- (curatela di) Sunti delle relazioni presentate ai convegni Aistugia, volume in onore di Guglielmo Scalise nel XXV anniversario dell a fondazione dell'Aistugia, 1998.
- I rapporti tra l’Italia e il Giappone nella prima metà del '900, Atti del Convegno 'Nell'Impero del Sol Levante. Viaggiatori, missionari e diplomatici in Giappone', a cura di A. Tamburello, Fondazione Civiltà Bresciana, Brescia 1998, pp. 169-18l.